# Kargil
Kargil est un tehsil et le chef-lieu du district de Kargil, dans le territoire de l'Union du Ladakh en Inde. C'est aussi la co-capitale de ce territoire et la deuxième plus grande ville.

## Géographie
À une altitude moyenne de 2 676 mètres, la ville se situe au bord des rives du Suru.

## Histoire
Kargil fut une ancienne étape caravanière sur les routes marchandes entre le Cachemire, l'Asie centrale (dont le Turkestan oriental) et le Tibet.
La ville est le théâtre d'affrontements qui ont fait au moins 1 500 morts en juin-juillet 1999 entre l'armée indienne et des mercenaires infiltrés par le Pakistan, dans le cadre du conflit de Kargil.